# Poul Heegaard
Poul Heegaard, född 2 november 1871 i Köpenhamn, död 7 februari 1948 i Oslo, var en dansk matematiker. Han var son till Sophus Heegaard.
Heegaard var professor vid Köpenhamns universitet 1910-17 och vid Kristiania universitet från 1917. Han blev emeritus 1941. Heegard ägnade sig förutom matematik särskilt åt astronomi. Han utgav en populär lärobok i sistnämnda ämne samt flera läroböcker i elementar matematik.
Tillsammans med Friedrich Engel utgav Heegaard Sophus Lies samlade verk.

## Utmärkelser
- Riddare av Dannebrogorden,  1918[6]

[Redigera Wikidata]